# 登米祝祭劇場
登米祝祭劇場（とめしゅくさいげきじょう）は、宮城県登米市迫町佐沼に立地する多目的ホール。愛称は水の里ホール。ザルツブルク祝祭大劇場を模し「外が見え、光がさんさんと入ってくるようなホール」をコンセプトに設計された。

## 概要
管理運営は登米文化振興財団で、各種イベントや展覧会などを開催している。2Fのレストラン「蓮房」では、絵画などの個展も無料で開催できる。
宮城県でザルツブルク音楽祭のようなものを開催できるようにしたいという趣旨でクラシック向けのホールとして設計された。音響設計を手掛けた山崎芳夫によれば、ホールや劇場にほとんど使われていなかったガラスを側壁に使用するという基本構想であり側壁と舞台背面をガラスで実現したものである。

## 沿革
- 1993年 登米郡に属する8町（迫町、登米町、東和町、中田町、豊里町、米山町、石越町、南方町）が財団法人登米文化振興財団を設立。
- 1994年9月24日 開館[2]。
- 2011年3月11日 東日本大震災で外構部分が被害を受けたものの、建物は無事であった[12]。

## 施設
- 構造　RC
- 階数　3Ｆ　地下1Ｆ
- 延べ面積　4,545㎡[13]

大ホール
- 894席（1階660席/2階234席）
- １階に車いすスペース
- カーテンプロセニアム
- ステージ舞台間口幅　幕あり　13.03m  幕なし　21.15m  奥行　10.8m

小ホール
- 直径27mの円形
- 舞台仕様で約200人収容
- 楽屋4　 約10人  23.2㎡
- トイレ、多目的トイレ（車いす・オストメイト対応）、ベビーベッド、給湯室、AED、自動販売機、コインロッカー

野外劇場 約1.500人収容　
- 練習室1  約40人　88.8㎡
- 練習室2 約20人　38.8㎡
- 楽屋1 約20人　43.4㎡
- 楽屋2 約5人　21.8㎡
- 楽屋3 約5人　15.5㎡
- トイレ、給湯室、シャワー室（有料）、コインロッカー

2階 練習室3 約25人　49.6㎡  和室 10畳

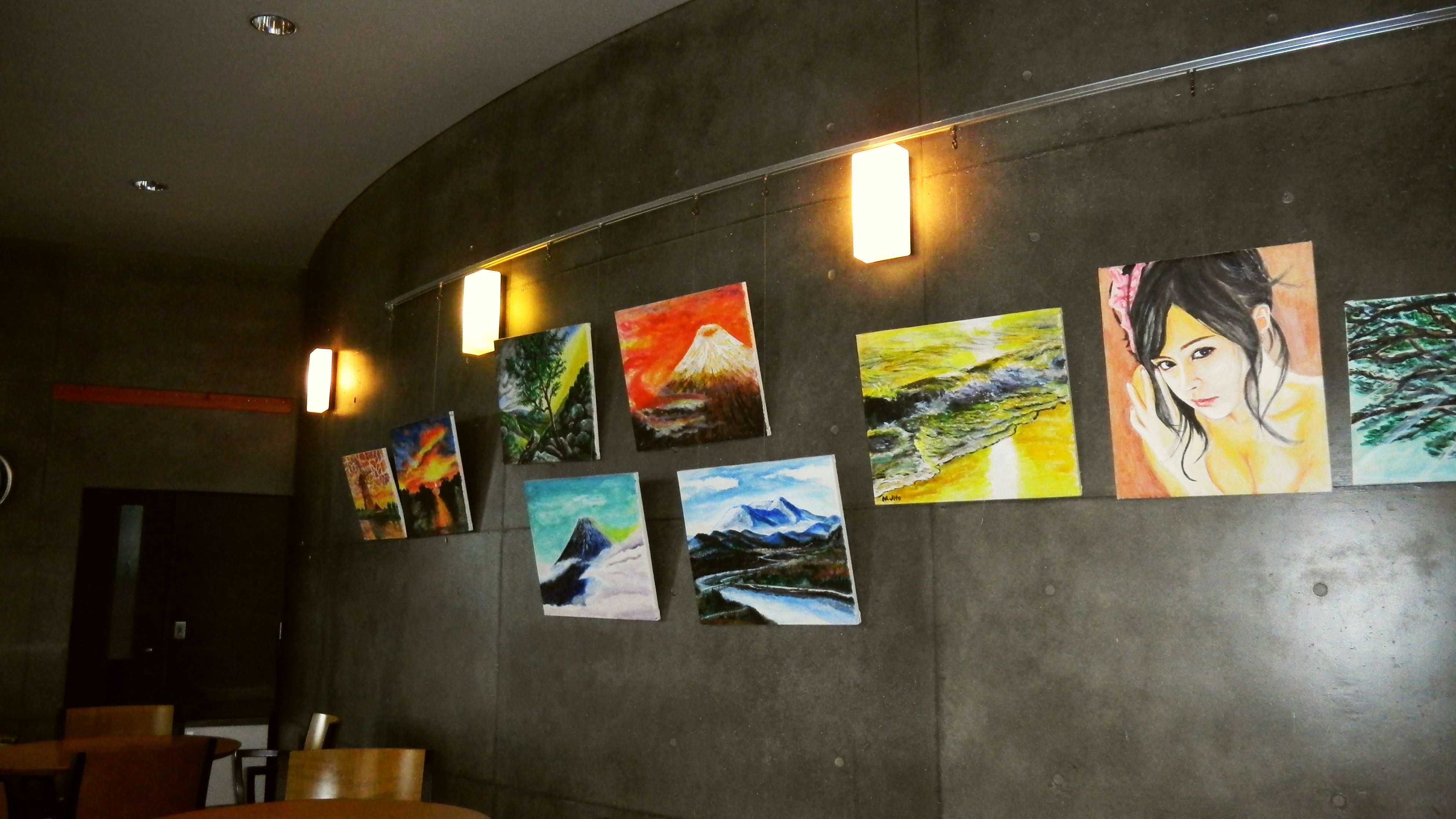
レストラン「蓮房」

- レストラン「蓮房」 ティールーム 個展の会場としても利用されている。
- トイレ、給湯室、コインロッカー

## 交通アクセス
- JR東北新幹線・くりこま高原駅より車で30分
- JR東北本線新田駅より車で20分
- 三陸縦貫自動車道・登米ICより車で10分
- 東北自動車道・若柳金成ICより車で30分/築館ICより車で35分/古川ICより車で45分[14]